# Magret Wolf
Magret Wolf (* 1960) ist eine deutsche Komponistin.

## Leben und Wirken
Magret Wolf wuchs in München auf, lernte Violine und Klavier und begann im Alter von sieben Jahren zu komponieren. Ab 1974 studierte sie bei Richard Langley in Norfolk (Virginia) Komposition und Musiktheorie, von 1980 bis 1986 in München und Wien Judaistik, Musikwissenschaft und Philosophie. Bei Peter Kiesewetter studierte Magret Wolf von 1981 bis 1982 nochmals Komposition und nahm 1982 und 1984 an den Darmstädter Ferienkursen für Neue Musik teil. 2006 gab sie Meisterkurse für Komposition an der Bilkent-Universität Ankara. Sie lebt und arbeitet in Berlin.
Zu ihren wichtigsten Werken zählen Gilgal für Horn und Orchester (1989) und die Ballettmusik Kain weHewel für Schlagzeugquintett (1993). Nach einer persönlichen Begegnung mit dem kirgisischen Dichter Tschingis Aitmatow 1997 in Brüssel sicherte sich Wolf die Rechte an der Novelle Der Junge und das Meer (Пегий пес, бегущий краем моря) und schrieb auf dieser Grundlage das Libretto und die Musik zur Oper Kirisk – der Junge und das Meer, welche als ihr Hauptwerk gilt.

## Werke (Auswahl)

### Bühnenmusik
- Ballettmusik KAIN weHEWEL  Music for Ballet for Percussion Quintet (1993), UA Pfalztheater Kaiserslautern 1994,
- Oper Kirisk (2000) Auftragswerk der Pfalztheaters Kaiserslautern. Libretto der Komponistin nach Tschingis Aitmatows Der Junge und das Meer, UA Pfalztheater Kaiserslautern 2000

### Orchestermusik
- Gilgal für Horn und Orchester (1990), Auftragswerk des Kibbutz Chamber Orchestra, geschrieben für Meir Rimon (Horn), UA  Tel Aviv 1990
- Sfirot (1992), UA Tel Aviv 1992, Kibbutz Chamber Orchestra
- Ofan für 2 Klarinetten, Schlagzeug und 22 Solostreicher (1995/96), UA Tel Aviv 1996, Kibbutz Chamber Orchestra
- Studies in Breath and Sound für großes Orchester (1995/98), UA Sinfonischer Sommer Riedenburg 1998, Moskauer Sinfonieorchester

### Kammermusik
- Des Dichters Portrait Sextett für  Oboe, Horn, Posaune, Schlagzeug, Harfe und Kontrabaß (1996), UA Kaiserslautern 1996,  Ensemble Forum 21
- Tekassim  für Oboe, Horn, Posaune, Harfe, Schlagzeug und Kontrabaß (1996/97), UA Kaiserslautern 1997, Ensemble Forum 21
- Composition  für Saxophonquartett und Streichorchester (2004), geschrieben für das Rascher-Quartett
- beSHALECHET für 4 Schlagzeuger, Akkordeon, Streichquartett (2008), Auftragswerk der musica viva, München

### Vokalmusik
- Tchinah für Zither, Sopran und Viola (1996), geschrieben für Georg Glasl, UA Benediktbeuern 1998
- Rimonim für Sopran und Flöte (1992), geschrieben für Adelheid Maria Thanner, UA München 1994
- Fuor Yiddish Songs für Sopran, Alt, Tenor, Klavier (2003), Auftragswerk der Jüdischen Kulturtage Berlin, UA Berlin 2003
- Seven Songs für Sopran, singende Säge und Zither (2007/2008)